# シェーン・バティエ
シェーン・コートニー・バティエ（Shane Courtney Battier, 1979年9月9日 - ）は、アメリカ合衆国の元バスケットボール選手。NBAのメンフィス・グリズリーズ、ヒューストン・ロケッツ、マイアミ・ヒートで活躍した。ミシガン州バーミングハム出身。身長203cm、体重100kg。ポジションはスモールフォワード。

## 生い立ち
黒人の父と白人の母の一人息子として生まれた。小学校を卒業する頃には身長がすでに2mを超えていたという。黒人と白人のハーフであったため、少年時代にはどちらのコミュニティに属することも出来ず悩める日々を送った。

### デューク大学
デトロイトのカントリー・デイ高校を3.96GPAの優秀な成績で卒業したバティエーはマイク・シャシェフスキーの勧誘を受け、デューク大学に進学。バスケットボール名門校でもある同大学でバティエは優秀なディフェンダーとして頭角を現した。バティエはすぐにCameron Craziesのお気に入りとなり、彼らの間では「Who's your daddy? Battier!」が合言葉となった。バティエ率いるデューク大は1999年と2001年のNCAAトーナメントでFinal4まで進出し、2001年のトーナメントではアリゾナ大学を破って優勝を果たしている。このシーズンのバティエはネイスミス賞、ジョン・ウッデン賞、アドルフ・ラップ賞、オスカー・ロバートソン賞などのカレッジバスケ界の主要タイトルを総なめにしており、NCAAトーナメントでは大会MVPにあたるMost Outstanding Playerに選ばれた。
在学中バティエは3度の全米コーチ協会選出の最優秀守備選手賞を獲得し、卒業後にはACCの50周年記念男子バスケットボールチームに選ばれ、背番号『31』はデューク大学の永久欠番となった。

## NBAキャリア

### メンフィス・グリズリーズ
2001年のNBAドラフトにて1巡目全体6位でメンフィス・グリズリーズから指名されてNBA入り。ルーキーシーズンはベンチからの出場となったが、シーズン平均14.4得点、5.4リバウンドという好成績を残し、チームメイトであるパウ・ガソルとともにオールルーキーチームに選出された。2年目はシーズンの半分をスターターで出場するも、成績は後退し、次のシーズンには再び控えに戻されたが、数字以上の活躍をする彼のロールプレイヤーぶりはチームから重宝がられ、4年目となる2004-2005シーズンには完全にスターターに定着した。グリズリーズでは5シーズンプレイした後、2006年のオフにヒューストン・ロケッツにトレードされた。
また、この年の夏に日本で開催された世界選手権にはアメリカ代表として来日。そうそうたる面々が顔を揃えた代表の中では知名度の低い選手ではあったが、大学時代の恩師である代表ヘッドコーチのマイク・シャシェフスキーからの信任は厚く、アメリカの銅メダル獲得に貢献した。

### ヒューストン・ロケッツ
新天地で初のシーズンとなる2006-07シーズンは、ロケッツの2枚看板であるトレイシー・マグレディと姚明が交互に故障でチームを離れるという悪循環に見舞われたものの、その穴をバティエがカバーし、チームは前シーズンから大きく勝率を伸ばしてプレイオフに進出した。以後ロケッツには欠かせない選手として、毎シーズンマグレディと姚明の故障に見舞われるロケッツをプレーオフ戦線に留める働きを見せており、2007-08シーズンには歴代2位となる22連勝を記録したロケッツの快進撃を支えた。

### マイアミ・ヒート
2012-13シーズンファイナル第7戦、それまでプレーオフ序盤から大スランプに陥っていたバティエであったが、第1クォーターでレイ・アレンからのアシストパスを受け、この日第1投目となる3Pが見事決まる。この3Pを皮切りにバティエはシュートタッチを取戻し、8本中6本の3Pを決めてスパーズの猛攻を阻止。18得点すべて3Pという成績を残し、チームは2年連続3回目の優勝となる。試合後のインタビューにおいて、これまでの長期間にわたるスランプを指摘され苦笑いするも、"It's better to be timely than good." 「（常に数字を残す）優れた選手であるより、（その時その時、都合よく活躍する）タイムリーな選手である方がいいね」と彼らしい機転を利かしたコメントをし、会場の笑いを誘うとともにそれ以上の彼を称賛する拍手が湧き起こった。
2013-14シーズン、サンアントニオ・スパーズとのファイナル再戦に敗れ、バティエーは引退を表明。ESPNの解説者として活動した後、2017年2月16日にヒートの選手育成部門ディレクター兼専属アナリストに就任した。

## 個人成績

### NBA

#### レギュラーシーズン
| シーズン | チーム | GP  | GS  | MPG  | FG%  | 3P%  | FT%  | RPG | APG | SPG | BPG | PPG  |
| -------- | ------ | --- | --- | ---- | ---- | ---- | ---- | --- | --- | --- | --- | ---- |
| 2001–02  | MEM    | 78  | 78  | 39.7 | .429 | .373 | .700 | 5.4 | 2.8 | 1.6 | 1.0 | 14.4 |
| 2002–03  | MEM    | 78  | 47  | 30.6 | .483 | .398 | .828 | 4.4 | 1.3 | 1.3 | 1.1 | 9.7  |
| 2003–04  | MEM    | 79  | 1   | 24.6 | .446 | .349 | .732 | 3.9 | 1.3 | 1.3 | .7  | 8.5  |
| 2004–05  | MEM    | 80  | 72  | 31.5 | .442 | .395 | .789 | 5.2 | 1.6 | 1.1 | 1.0 | 9.9  |
| 2005–06  | MEM    | 81  | 81  | 35.0 | .488 | .394 | .707 | 5.3 | 1.7 | 1.1 | 1.4 | 10.1 |
| 2006–07  | HOU    | 82* | 82* | 36.4 | .446 | .421 | .779 | 4.1 | 2.1 | 1.0 | .7  | 10.1 |
| 2007–08  | HOU    | 80  | 78  | 36.3 | .428 | .377 | .743 | 5.1 | 1.9 | 1.0 | 1.1 | 9.3  |
| 2008–09  | HOU    | 60  | 59  | 33.9 | .410 | .384 | .821 | 4.8 | 2.3 | .8  | .9  | 7.3  |
| 2009–10  | HOU    | 67  | 62  | 32.4 | .398 | .362 | .726 | 4.7 | 2.4 | .8  | 1.1 | 8.0  |
| 2010–11  | HOU    | 59  | 59  | 30.8 | .456 | .391 | .645 | 4.8 | 2.6 | .9  | 1.2 | 8.6  |
| 2010–11  | MEM    | 23  | 0   | 24.2 | .426 | .333 | .882 | 4.0 | 1.4 | .7  | .4  | 5.0  |
| 2011–12† | MIA    | 65  | 10  | 23.1 | .387 | .339 | .622 | 2.4 | 1.3 | 1.0 | .5  | 4.8  |
| 2012–13† | MIA    | 72  | 20  | 24.8 | .420 | .430 | .842 | 2.3 | 1.0 | .6  | .8  | 6.6  |
| 2013–14  | MIA    | 73  | 56  | 20.1 | .382 | .348 | .652 | 1.9 | .9  | .7  | .5  | 4.1  |
| 通算     | 通算   | 977 | 705 | 30.7 | .437 | .384 | .743 | 4.2 | 1.8 | 1.0 | .9  | 8.6  |

#### プレーオフ
| シーズン | チーム | GP  | GS | MPG  | FG%  | 3P%  | FT%  | RPG | APG | SPG | BPG | PPG  |
| -------- | ------ | --- | -- | ---- | ---- | ---- | ---- | --- | --- | --- | --- | ---- |
| 2004     | MEM    | 4   | 0  | 17.3 | .400 | .429 | .667 | 3.0 | .3  | .0  | .3  | 4.8  |
| 2005     | MEM    | 4   | 4  | 29.8 | .419 | .143 | .400 | 6.8 | 1.5 | .5  | 1.0 | 7.3  |
| 2006     | MEM    | 4   | 4  | 32.3 | .500 | .286 | .333 | 5.8 | .5  | 1.0 | .5  | 6.0  |
| 2007     | HOU    | 7   | 7  | 38.9 | .451 | .442 | .875 | 2.6 | 2.1 | 1.7 | 1.0 | 10.3 |
| 2008     | HOU    | 6   | 6  | 41.0 | .444 | .480 | .727 | 3.8 | .5  | 1.0 | .8  | 10.0 |
| 2009     | HOU    | 13  | 13 | 38.2 | .407 | .315 | .957 | 4.9 | 2.4 | 1.1 | .7  | 8.1  |
| 2011     | MEM    | 13  | 0  | 26.1 | .439 | .276 | .667 | 4.0 | 1.2 | .5  | .5  | 5.5  |
| 2012†    | MIA    | 23  | 16 | 33.4 | .379 | .382 | .813 | 3.2 | 1.2 | 1.0 | .6  | 7.0  |
| 2013†    | MIA    | 22  | 0  | 17.8 | .290 | .295 | .821 | 1.7 | .5  | .2  | .3  | 4.7  |
| 2014     | MIA    | 16  | 6  | 12.6 | .462 | .450 | .800 | .6  | .3  | .3  | .1  | 2.3  |
| 通算     | 通算   | 112 | 56 | 27.1 | .398 | .356 | .778 | 3.0 | 1.0 | .7  | .5  | 6.1  |

## プレースタイル
数字の面ではルーキーイヤーが最も優秀であるが、周囲からの評価はシーズンを重ねるごとに上昇しており、数字には表れないところで貢献できるバイプレーヤーの最高峰。チームに対して非常に献身的な姿勢やコート上で見せるリーダーシップは高く評価されている。特にディフェンスではリーグ屈指のエースストッパーとして敵チームの脅威となっており、決して身体能力は高くないが、ずば抜けたバスケットIQと洞察力、絶妙なポジショニングで相手の攻撃の手を封じ、オフェンスチャージングを引き出す術にも長けている。またオフェンスではコーナーサイドからの3ポイントシュートを得意としている。

## 評価
NBA選手のTOP50をランク付けする雑誌の企画で50位にランクインしている。
その際のコメントとして「バティエより能力的、才能的に優れた選手は100人はいるが、バティエより自分のチームにいて欲しい選手は50人もいない」との評価を受けているが、これは数字に出ないところでの活躍を信条としている彼にとって最高級の賛辞と言える。